# کوه بو-دژائوسا
کوه بو-دژائوسا (روسی: Бо-Джауса) یک کوه در سرزمین پریمورسکی کشور روسیه است.